# Impatiens mairei
Impatiens mairei är en balsaminväxtart som beskrevs av Leveille. Impatiens mairei ingår i släktet balsaminer, och familjen balsaminväxter. Inga underarter finns listade i Catalogue of Life.